# Dalea albiflora
Dalea albiflora är en ärtväxtart som beskrevs av Asa Gray. Dalea albiflora ingår i släktet Dalea, och familjen ärtväxter. Inga underarter finns listade i Catalogue of Life.